# Inertia Creeps
Inertia Creeps è un singolo del gruppo musicale britannico Massive Attack, pubblicato il 21 settembre 1998 come quarto estratto dal terzo album in studio Mezzanine.

## Descrizione
Il brano si caratterizza principalmente per le sue sonorità derivative dalla musica araba, soprattutto per quanto riguarda gli strumenti a percussione, che si inseriscono all'interno del brano subito dopo l'introduzione, comprendente un campionamento del brano ROckWrok degli Ultravox.

Come dichiarato da Robert "3D" Del Naja, dal punto di vista ritmico il beat del brano è stato costruito partendo da delle musicassette acquistate durante un viaggio ad Istanbul:

Per quanto riguarda invece il testo, esso descrive una relazione precedente di Del Naja, come da lui stesso spiegato:

## Promozione
Inertia Creeps è stato commercializzato in molteplici versioni includenti quattro diversi remix realizzati da Manic Street Preachers, Alpha, Mad Professor (con il titolo Back/She Comes) e State of Bengal. In particolare, quello curato da quest'ultimo si caratterizza per la presenza di strumenti tipici della tradizione musicale indiana e per questo è stato accostato alla produzione di Bill Laswell. Nel singolo è inoltre presente la traccia inedita Reflection, composta dai soli del Naja e Neil Davidge.

## Accoglienza
Nonostante si tratti del singolo di minor successo dell'album, essendosi posizionato esclusivamente nella classifica neozelandese, Inertia Creeps è stato definito da parte della critica specializzata come il punto culminante di Mezzanine. Nello specifico, John Bush di AllMusic nella sua recensione del disco ha dichiarato che «la canzone potrebbe essere la migliore produzione del miglior team di produttori che il mondo della elettronica abbia mai visto».

## Video musicale
Il video musicale, diretto da W.I.Z., vede 3D seduto su un divano mentre sta guardando un video amatoriale che mostra la sua partner fare sesso con quello che sembra essere Mushroom. Il video è registrato da Daddy G che si trova nella stanza insieme alla coppia, dove è riconscibile un'imitazione di una Eames Lounge Chair.

## Tracce
Testi e musiche di Robert Del Naja, Grant Marshall e Andrew Vowles, eccetto dove indicato.
CD promozionale (Regno Unito)
1. Inertia Creeps (Radio Edit) – 4:09
2. Inertia Creeps (Manic Street Preachers Version) – 5:01

CD (Australia, Europa, Malesia, Regno Unito)
1. Inertia Creeps (Alpha Mix) – 5:56
2. Back/She Comes – 6:08
3. Inertia Creeps (State of Bengal Mix) – 6:23

CD maxi (Europa)
1. Inertia Creeps (Album Version) – 5:31
2. Reflection – 4:52 (Robert Del Naja, Neil Davidge, Jon Harris)
3. Inertia Creeps (Manic Street Preachers Version) – 5:01

12" (Stati Uniti)
- Lato A

1. Inertia Creeps (LP Version) – 5:56
2. Inertia Creeps (Manic Street Preachers Version) – 5:01

- Lato B

1. Inertia Creeps (Alpha Mix) – 5:56
2. Inertia Creeps (State of Bengal Mix) – 6:23

2 12" (Regno Unito)
- Lato A

1. Inertia Creeps (LP Version) – 5:56
2. Inertia Creeps (Manic Street Preachers Version) – 5:01

- Lato B

1. Reflection – 4:52 (Robert Del Naja, Neil Davidge, Jon Harris)
2. Reflection (Instrumental) – 4:52 (Robert Del Naja, Neil Davidge, Jon Harris)

- Lato C

1. Inertia Creeps (Alpha Mix) – 5:56
2. Back/She Comes – 6:08

- Lato D

1. Inertia Creeps (State of Bengal Mix) – 6:23

CD (Europa, Regno Unito)
1. Inertia Creeps (Album Version) – 5:31
2. Reflection – 4:52 (Robert Del Naja, Neil Davidge, Jon Harris)
3. Inertia Creeps (Manic Street Preachers Version) – 5:01
4. Inertia Creeps (Alpha Mix) – 5:56
5. Back/She Comes – 6:08
6. Inertia Creeps (State of Bengal Mix) – 6:23

## Formazione
Hanno partecipato alle registrazioni, secondo le note di copertina di Mezzanine:
Gruppo
- Robert Del Naja – arrangiamento, voce, programmazione, tastiera, campionatore
- Grant Marshall – arrangiamento, voce, programmazione, tastiera, campionatore
- Andrew Vowles – arrangiamento, programmazione, tastiera, campionatore

Altri musicisti
- Neil Davidge – arrangiamento, programmazione, tastiera, campionatore
- Horace Andy – voce
- Elizabeth Fraser – voce
- Sara Jay – voce
- Angelo Bruschini – chitarra
- John Harris – basso
- Bob Locke – basso
- Winston Blisset – basso
- Andy Gangadeen – batteria
- Dave Jenkins – tastiera aggiuntiva
- Michael Timothy – tastiera aggiuntiva

Produzione
- Massive Attack – produzione
- Neil Davidge – produzione
- Jan Kybert – Pro Tools
- Lee Shepherd – ingegneria del suono
- Mark "Spike" Stent – missaggio
- Jan Kybert – assistenza al missaggio
- P-Dub – assistenza al missaggio
- Tim Young – montaggio

## Classifiche
| Classifica (1998) | Posizione massima |
| ----------------- | ----------------- |
| Nuova Zelanda     | 16                |